# Karl Eduard Meinicke

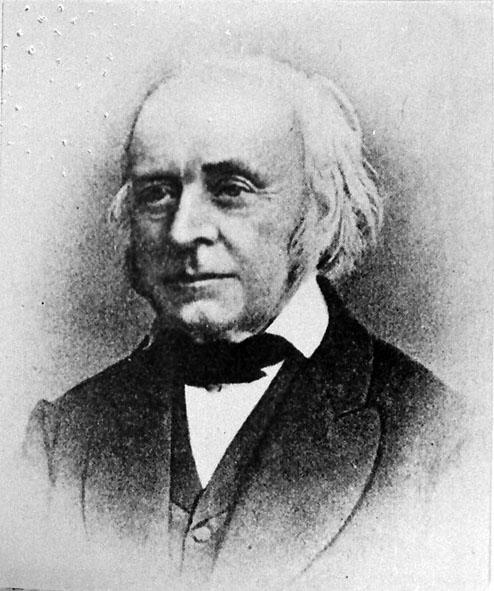
Carl Eduard Meinicke, 1868

Karl Eduard Meinicke (* 31. August 1803 in Brandenburg an der Havel; † 25. August 1876 in Dresden) war ein deutscher Geograph.

## Leben
Meinicke war ein Sohn des Kaufmanns Carl Meinicke und dessen Frau Johanna Henriette (geborene Wolfschmidt). Seine Eltern zogen drei Jahre nach seiner Geburt nach Potsdam um. Ein Bruder seines Großvaters war Stallmeister Friedrichs des Großen. Er besuchte zunächst sechseinhalb Jahre lang ein Gymnasium in Potsdam, wo er seine wissenschaftliche Vorbildung erhielt, ehe er von 1822 bis 1825 Altphilologie, Geographie und Geschichte bei August Boeckh, Carl Ritter und Friedrich von Raumer an der Universität in Berlin studierte. Er wirkte seit September 1825 am Gymnasium in Prenzlau. Hier war er zunächst als Kollaborator, ab 1829 als Subrektor und ab 1833 als Konrektor tätig. Im Jahr 1838 wurde er zum Professor ernannt und verwaltete von 1846 bis Ostern 1852 das Direktorat, da der bisherige Direktor Schultze erkrankt war. Von 1852 bis zu seiner Pensionierung Ostern 1868 war er Direktor dieser Einrichtung. Anschließend lebte er bis zu seinem Tod in Dresden.
Zu seinen Unterrichtsfächern gehörten hauptsächlich Erdkunde und Geschichte sowie in den höheren Klassen Griechisch und zeitweise in den mittleren Stufen Latein und in der Tertia Naturwissenschaften und Französisch. In seiner langjährigen Lehrtätigkeit galt er als gewissenhaft und pflichtbewusst aber auch streng. Er war daran beteiligt das System der Realklassen umzusetzen und die Anzahl der Schüler war später fast doppelt so hoch.
Meinicke hatte sich als Geograph in wissenschaftlichen Kreisen einen Namen gemacht. Er kam durch seine Arbeiten mit anderen Wissenschaftlern in Kontakt, so unter anderem mit Carl Ritter und den Brüdern Alexander und Wilhelm von Humboldt, mit denen er korrespondierte sowie mit Leopold von Buch, der ihn in seinem Hause besuchte. 1844 erschien sein Hauptwerk Die Südseevölker und das Christentum. Nach der Übernahme des Direktorats blieb ihm jedoch kaum noch Zeit schriftliche Werke zu verfassen. Erst nach seiner Pensionierung brachte er sein letztes großes Werk Die Inseln des großen Ozeans heraus. Er hat auch ein Lehrbuch der Geographie für die oberen und einen Leitfaden für die unteren Klassen herausgegeben. Im Verein für Erdkunde zu Dresden hielt er zahlreiche Vorträge.
Menschlich war Meinicke unter jenen, die ihn nicht näher kannten, eher unbeliebt, da er ihnen als herzlos, kalt und schroff erschien. Er galt als einer der gründlichsten Kenner der polynesischen Inselwelt obwohl er nie eine Reise dorthin unternommen hatte.

## Schriften
- Versuch einer Geschichte der europäischen Kolonien in Westindien. Weimar 1831 (archive.org).
- Beiträge zur Ethnographie Asiens. Prenzlau 1837.
- Das Festland Australien. Eine geographische Monographie; nach den Quellen dargestellt. 2 Bände, F. W. Kaldersberg, Penzlau 1837, Erster Theil (archive.org), Zweiter Theil (books.google.de).
- Die Südseevölker und das Christentum. Penzlau 1844 (archive.org).
- Die Inseln des Stillen Ozeans. 2 Bände, Leipzig, Erster Theil: Melanesien und Neuseeland. 1875 (archive.org), Zweiter Theil: Polynesien und Mikronesien. 1876 (archive.org).